# EchoStar XVI
O EchoStar XVI é um satélite de comunicação geoestacionário estadunidense que foi construído pela Space Systems/Loral (SS/L). Ele está localizado na posição orbital de 61,5 graus de longitude oeste e é operado pela EchoStar. O satélite foi baseado na plataforma LS-1300 e sua expectativa de vida útil é de 15 anos.

## Lançamento
O satélite foi lançado com sucesso ao espaço no dia 20 de novembro de 2012 às 18:31 UTC, por meio de um veiculo Proton-M/Briz-M lançado a partir do Cosmódromo de Baikonur, no Cazaquistão. Ele tinha uma massa de lançamento de 6258 kg.

## Capacidade e cobertura
O EchoStar XVI  equipado com 32 transponders em banda Ku para fornecer serviços expandidos, incluindo programação HD, para mais de 14 milhões de assinantes de televisão direct-to-home da DISH Network nos Estados Unidos.